# Букантау
Букантау (узб. Bo‘kantov tog‘lari) — горный массив на севере Узбекистана, в пустыне Кызылкум.
Высшая точка — Ирлир (764 м). Массив сложен главным образом кристаллическими сланцами, известняками, гранитами и гранодиоритами. Вершина плоская. В нижней части склонов выходы родников, используемых для орошения.